# 해하 전투
해하 전투(垓下戰鬪)는 초한전쟁 당시 서초의 항우와 한나라의 유방이 벌인 마지막 결전으로 유방이 항우를 쓰러뜨리고 승리했다. 하지만, 이는 분쟁의 끝이 아니라 오히려 반한의 세력들이 커나가는 배경이 되어 유방은 이 후로도 많은 적들을 상대한다.

## 배경
팽성 전투의 승리로 한나라 편에 선 수많은 왕들이 다시 초나라와 화친을 맺었으나, 한신의 북벌과 유방의 공작으로 인해 임강왕 공오·공위 부자를 제외한 모든 나라들이 항우에게서 이탈하게 되었다. 그나마 항우와 혈전을 벌이던 제나라만이 한나라에 항복했다가 한나라 수뇌부의 결정에 반발한 한신의 독단적인 공격을 받자 항우의 편에 섰으나, 항우가 제나라를 구원하러 보낸 용저도 유수 전투에서 전사하면서 제나라마저도 한나라의 세력권에 들어가게 된다. 용저가 죽자 두려움을 느낀 항우는 무섭(武涉)을 보내 한신을 한나라 편에서 떼어내어 천하를 삼분할 것을 제안했으나 받아들여지지 않았다. 이 시점에서 초나라의 영토는 원래 18제후왕 분봉 당시 항우가 받은 영토에 형산왕 오예와 구강왕 영포를 쫓아내 획득한 이 두 나라 땅뿐이었다.
그 동안 항우는 형양에서 유방을 몇 차례 궁지에 몰아넣고 한때 형양과 성고를 모두 함락하기도 했지만, 유방과 손잡은 팽월이 항우의 최전선과 수도 팽성 사이의 양나라 일대를 휩쓸고 있었으므로 유방을 끝내 꺾지 못했고, 형양과 성고도 모두 유방에게 도로 내주고 광무산에서 대치했으며, 이마저도 팽월의 유격전 때문에 군량이 여의치 않았다. 항우는 협상을 통해 인질로 잡혀있던 유방의 가족들을 유방에게 인도하고 화의를 맺어, 홍구를 기준으로 동쪽을 초나라에 서쪽을 한나라에 속하게 하고 퇴각했다.
하지만 장량과 진평이 추격할 것을 진언하여 한왕 5년(기원전 202년) 10월 유방은 팽월과 한신을 부르고 초나라를 추격했고, 팽월과 한신이 약조를 어기고 오지 않아 한군은 고릉에서 초군에 졌다. 유방은 한신의 봉지를 확정하고 팽월을 양나라 왕에 봉해 회유했다.
한편 항우에게 쫓겨나 구강나라를 잃고 유방에게 망명한 영포와 유방의 일족 형 유고가 이해 11월에 옛 구강나라 땅으로 진입해, 이 일대를 수비하고 있던 초나라 대사마 주은을 배반하게 했다.
이렇게 양군은 해하에 결집하게 되었다.

## 경과
한신은 군대 30만을 거느리고 선봉에 섰으며, 좌군은 공취, 우군은 진하에게 맡겼다. 유방은 후군에 주둔했고, 그 뒤에는 주발과 시무가 주둔했다. 항우의 군대가 진격해 오자 한신의 군대는 불리해서 퇴각했는데, 측면을 맡은 공취와 진하가 초나라 군대를 공격하니 거꾸로 초나라 군대가 불리해졌고, 물러선 한신이 그 틈에 초나라 군대를 치니 초나라 군대는 대패했다.

## 사면초가
초나라 군대는 해하(垓下)에 벽을 쳤으나 군대는 적고 양식도 떨어졌다. 포위된 초나라의 항우는 사방을 에워싸고 있던 한나라 군대 안에서 초나라 군대의 노래를 듣고 "초나라는 이미 한나라의 유방에게 넘어갔다는 말인가? 어째서 외부의 적보다 초나라 사람들의 수가 저렇게 많은가?"라고 말하면서 크게 놀랐다고 한다. 침통해진 항우는 《해하가》(垓下歌)라는 제목의 노래를 불렀다.

力拔山兮氣蓋世 (역발산혜기개세; 힘은 산을 뽑을 만하고 기백은 온 세상을 덮을 만하다네.)

時不利兮騅不逝 (시불리혜추불서; 때가 불리하니 추(騅, 항우의 애마 이름)마저도 달리지 못한다네.)

騅不逝兮可奈何 (추불서혜가내하; 추가 달리지 않으니 이를 어찌 해야 하는가.)

虞兮虞兮奈若何 (우혜우혜내약하; 우(虞, 항우의 첩인 우미인)여, 우여, 그대를 어찌 하랴.)

사방이 적에게 포위당하여 고립되어 있거나 곤경에 처한 상태를 비유하는 말인 사면초가(四面楚歌)는 여기서 유래된 고사성어이다.

## 항우의 죽음
고립된 항우는 800명과 함께 포위를 뚫고 남쪽으로 달아났다. 이를 알아챈 한나라는 관영에게 5,000기를 이끌고 추격하게 했다. 회수를 건널 때 초군은 300기만 남았고, 음릉에서 농부가 길을 거짓으로 알려줘 늪에 빠진 채 추격군이 오니 항우는 동쪽 동성으로 탈출하였다. 결국 나중에는 겨우 28기만 남게 되었다. 항우는 한군과 싸워 용력을 보이고 추격해 온 양희를 쫓아보냈다. 오강에 이르러서는 강을 건너지 않고 한군과 싸우다가, 옛날 자기 수하 사람 여마동을 만났고 옛정을 생각해서 스스로 목을 베어 자살했다. 이로써 한왕 유방이 천하를 통일하고 항우의 시체를 얻은 양희·여마동·여승·양무·왕예는 약속대로 열후(列侯)에 봉해졌다.